# Spominski znak Gornja Radgona
Spominski znak Gornja Radgona je spominski znak Slovenske vojske, ki je podeljen veteranom TO RS za zasluge pri spopadu v Gornji Radgoni 28. junija 1991 med slovensko osamosvojitveno vojno.

## Nosilci
- seznam nosilcev spominskega znaka Gornja Radgona